# Hugo Söderström (jurist)
Hugo Andreas Söderström, född den 21 november 1896 i Bygdeå församling, Västerbottens län, död den 23 juni 1967 i Ulricehamn, var en svensk jurist.
Söderström avlade juris kandidatexamen vid Uppsala universitet 1921. Han blev assessor i Svea hovrätt 1931, tillförordnad revisionssekreterare 1934, hovrättsråd 1936 och revisionssekreterare 1937. Söderström var häradshövding i Kinds och Redvägs domsaga 1941–1963. Han blev riddare av Nordstjärneorden och kommendör av samma orden 1955. Söderström vilar på Kapellkyrkogården i Ulricehamn.